# Listă de actori americani
Listă de actori americani se poate referi la:
- Listă de actori americani (A-D)
- Listă de actori americani (E-H)
- Listă de actori americani (I-L)
- Listă de actori americani (M-Q)
- Listă de actori americani (R-T)
- Listă de actori americani (U-Z)